# Philippe (hipparque)
Pour les articles homonymes, voir Philippe.
Philippe (en grec ancien Φίλιππος / Philippos) est un officier dans l'armée macédonienne durant les campagnes d'Alexandre le Grand. Il commande divers contingents de cavalerie, dont les mercenaires grecs et les Thessaliens.

## Biographie
Philippe, fils de Ménélaos, est attesté comme hipparque de la cavalerie des alliés du Péloponnèse au Granique. Il semble qu'ensuite il ait été promu hipparque des Thessaliens au cours de l'hiver 334/333 après l'arrestation d'Alexandre le Lynceste, ou au plus tard au printemps 333 à Gordion au moment où Érigyios est affecté au commandement de la cavalerie alliée. Après Issos, les cavaliers thessaliens sont amenés par Parménion à Damas où ils capturent les trésors et de nombreux parents de nobles perses. Il serait probablement resté, tout comme Érigyios, en Cœlé-Syrie pendant le séjour d'Alexandre en Égypte. À Gaugamèles, il commande la cavalerie thessalienne. À Ecbatane, Alexandre renvoie en Grèce le contingent thessalien et Philipe est réaffecté au commandement des cavaliers mercenaires en remplacement de Ménidas. Par la suite, Philippe rejoint, en compagnie d'Andromaque, Alexandre en Arie alors qu'il fait route pour la Bactriane. Il amène avec lui la cavalerie mercenaire ainsi que 130 Thessaliens qui ont choisi de poursuivre la campagne. 
Après cela, il n'est plus mentionné explicitement par les sources ; mais il pourrait être le Philippe désigné par Alexandre satrape de Bactriane et Sogdiane après la mort d'Amyntas fils de Nicalaos. Il est peut-être l'ami d'Antigone le Borgne et le conseiller de Démétrios Poliorcète.

## Sources antiques
- Arrien, Anabase [lire en ligne], I, III.
- Diodore de Sicile, Bibliothèque historique [détail des éditions] [lire en ligne], XVII.
- Quinte-Curce, L'Histoire d'Alexandre le Grand [lire en ligne], IV, VI.